# Doomsword
Doomsword, aussi stylisé DoomSword,, est un groupe de heavy metal italien, originaire de Varèse. Formé en 1997 par le chanteur-guitariste Deathmaster, et le batteur-guitariste Guardian Angel, le groupe joue un heavy metal traditionnel avec une atmosphère généralement épique, parfois considéré comme un groupe de doom metal épique étant donné le tempo lent et l'ambiance lourde et pesante de certains morceaux, est une référence dans la scène underground du heavy metal épique.
Les textes du groupe évoquent généralement des combats historiques ou fictifs issus de la mythologie celtique et nordique, d'œuvres de fantasy (comme les romans de J. R. R. Tolkien) et de l'histoire notamment au travers des peuples celtes, romain et vikings. De plus, ils évoquent souvent la mort au combat en imaginant aussi bien le point de vue des vainqueurs que celui des vaincus. 
Leurs principales influences musicales sont les groupes de la scène heavy metal américaine des années 1980 comme Cirith Ungol, Manilla Road, Manowar, Warlord et Omen, le groupe de viking metal Bathory ainsi que la musique médiévale et celtique.

## Biographie

### Débuts (1996–1999)
Le noyau du groupe se forme en 1996 avec l'association de Deathmaster et de Guardian Angel pour donner naissance à un projet musical du nom de 1014AD. Ce projet, entièrement acoustique, est largement influencé par la musique médiévale. Les pseudonymes Deathmaster et Guardian Angel font référence à la pochette de l'album Deliver Us du groupe Warlord qui était l'influence principale de Doomsword lors de sa création : ils apparaissent sur les pierres tombales situées en bas à droite sur la pochette.
Après une courte pause, le duo retravaille les compositions de 1014AD pour en faire des chansons de metal à la manière de groupes comme Warlord, Cirith Ungol ou Candlemass. L'influence médiévale reste présente mais une atmosphère épique est ajoutée. Le projet est alors renommé Doomsword et une première démo intitulée Sacred Metal est enregistrée en 1997 à l'aide d'un bassiste de session. La démo est positivement accueillie par les critiques et le groupe signe chez le label italien Underground Symphony dans le but d'enregistrer un album. Le chanteur Gabriele Grilli (alias Nightcomer) et le bassiste Dark Omen sont recrutés pour l'enregistrement. L'album éponyme du groupe est réalisé en 1999. Il contient entre autres le morceau Nadsokor, une reprise du groupe Cirith Ungol. Depuis lors, cet album est considéré comme un classique du heavy metal épique.

### Nouvelle formation et consécration (2000–2003)
La formation du groupe change de manière significative après la réalisation du premier album. Guardian Angel quitte le groupe ainsi que Nightcomer qui souhaite se consacrer à Fury N Grace, son groupe principal. Ils sont remplacés par Grom à la batterie, The Forger à la guitare rythmique et Gianluca Ferro (alias Guardian Angel II) à la guitare solo. Deathmaster récupère le rôle de chanteur. 
Doomsword signe au label italien Dragonheart Records avec ce nouveau line-up et réalise en 2002 son deuxième album intitulé Resound the Horn qui est très bien reçu par la critique et les fans. Le groupe commence à forger son identité musicale non seulement avec des compositions plus variées, plus mélodiques et plus épiques, mais aussi avec le chant singulier de Deathmaster. Après que Emiliano Bertossi (alias Wrathlord) remplace Grom en juin 2002 qui a décidé de se consacrer à Ancient, le groupe commence à se produire sur scène et participe à des festivals de metal européens, notamment à la première édition du festival Keep It True (KIT I).
En 2003, le groupe réalise son troisième album intitulé Let Battle Commence. Cet album présente une atmosphère plus sombre et plus lourde, typique du doom metal, ainsi qu'une ambiance plus guerrière, Bathory ayant influencé les compositions du groupe. L'album connaît un grand succès à tel point qu'il est cité parmi les meilleurs albums de l'année 2003 par la presse spécialisée. Juste après la sortie de l'album, Guardian Angel II quitte le groupe pour être remplacé par Alessio Berlaffa (alias Sacred Heart).

### Pause et nouveau départ (2004–2010)
En 2004, après une tournée intensive, comme notamment en mai au Japon, et le remplacement du bassiste Dark Omen par Geilt, le groupe effectue une longue période de pause avant de se manifester de nouveau en 2007. Les rumeurs d'une séparation se répandent, mais en aucun cas il n'en est question pour le groupe. Cette pause s'explique en fait par le déménagement de Deathmaster, leader incontesté de Doomsword, en Irlande. L'expérience est délicate pour les membres du groupe qui doivent s'habituer à leur nouvelle méthode de travail par Internet.
En mai 2007, un nouvel album est annoncé le 22 juin via Dragonheart Records. Le nouvel album, intitulé My Name Will Leave On, finit par sortir en 2007. Le groupe reprend les mêmes ingrédients des précédents albums tout en proposant des morceaux plus rapides, comme le morceau Steel of My Axe, et des parties instrumentales plus recherchées. Avec des morceaux plus rapides, le groupe s'éloigne du doom épique essentiellement joué jusqu'à présent, ce qui lui permet de toucher un public plus large. À noter que les mauvaises rumeurs de split ont influencé l'écriture de l'album puisqu'elles ont fini par agacer les membres du groupe. Finalement, les fans sont ravis et la formation commence à se stabiliser. En juin 2007, Doomsword est confirmé pour le festival Keep It True, organisé les 4 et 5 avril 2008 en Allemagne. En août 2009, le groupe annonce sa séparation avec le guitariste Maurizio « The Forger » Bugin

### The Eternal Battle(depuis 2011)
En janvier 2011, Doomsword recrute un nouveau bassiste, Nidhoggr. En 2011, Doomsword réalise The Eternal Battle, son cinquième album, qui est annoncé le 25 février via Dragonheart Records. Le groupe compose un album dans la même direction que celle choisie pour le précédent, c'est-à-dire avec des morceaux plus rapides, tout en adoptant une certaine cohérence musicale entre les morceaux. Il explore également de nouvelles sonorités avec de nouvelles harmonisations, de nouvelles structures et davantage de chœurs, ce qui montre que le groupe sait se renouveler et évoluer. Depuis l'enregistrement de l'album, le guitariste The Forger quitte le groupe puis le bassiste Geilt est remplacé par Christian Grillo (alias Nidhoggr).

## Membres

### Membres actuels
- Deathmaster – chant (depuis 1997)
- Emiliano « Wrathlord » Bertossi – batterie (depuis 2002)
- Alessio « Sacred Heart » Berlaffa – guitare (depuis 2003)
- Christian « Nidhoggr » Grillo – basse (depuis 2011)

### Anciens membres
- Guardian Angel – guitare, batterie
- Gabriele « Nightcomer » Grilli – chant
- Grom – batterie
- Gianluca « Guardian Angel II » Ferro – guitare
- Dark Omen – basse
- The Forger – guitare
- Geilt – basse

## Discographie
- 1997 : Sacred Metal (démo)
- 1999 : Doomsword
- 2002 : Resound the Horn
- 2003 : Let Battle Commence
- 2007 : My Name Will Live On
- 2011 : The Eternal Battle